# Вакуленці
Ваку́ленці (Вакулинці) — місцевість у Подільському районі Полтави, на лівому березі Ворскли, північно-східна околиця Полтави. Ймовірно, назва  поселення походить від імені чи прізвища Вакула (Вакуленко), –– досить поширеного в Україні.
У давніших джерелах назва села, як правило, ВакулИнці, в новіших – ВакулЕнці. Ми схиляємося до першого варіанту (хутір Вакули – Вакулинці).
У сучасних друкованих  і електронних картах площу Вакулинців чомусь збільшували, а сусіднього Крутого Берега південніше – зменшували. Фактично, ці кутки Полтави у наш час становлять неподільний масив переважно садибної забудови. Але їхня історія різниться.

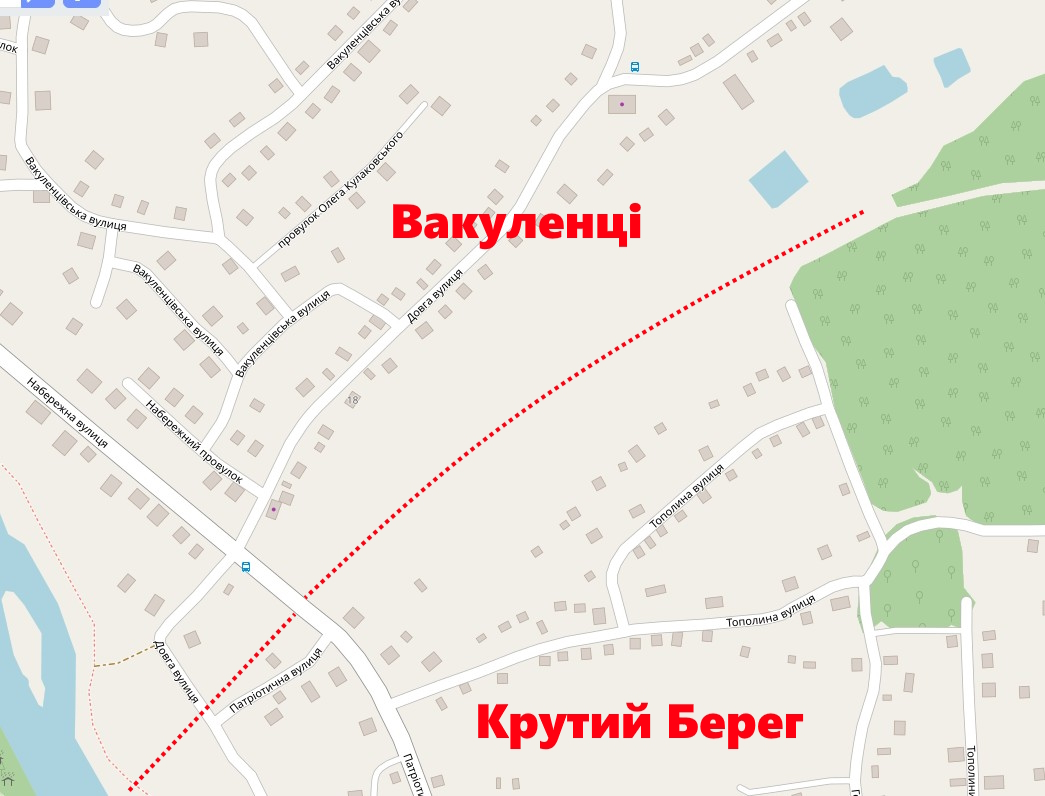
Межа кутків Полтави Вакулинці (північніше) і Крутий Берег (південніше)

## Історія
Існувало вже у другій половини XVII ст.
На початку 1690-х гетьманом І. Мазепою село Вакулинці пожалуване полтавському полковникові Павлу Семеновичу Герцику, а після смерті якого в 1700 році належало його вдові — Ірині Герцик.
У 1709 році універсалом гетьмана Івана Скоропадського селяни Вакулинців віддані в послух ігумена й монахів Хрестовоздвиженського монастиря. Але село (разом із законно наданими йому маєтностями), попри гетьманський універсал, захопив полтавський полковник Іван Черняк.
Універсалом від 1719 року гетьман Іван Скоропадський наказав повернути посполитих у підданство братії Хрестовоздвиженського монастиря. Ці права підтверджені універсалом гетьмана Данила Апостола (1729 рік).
Посполиті села (40 дворів у 1730 р.) віддані на уряд полкових писарів.  А козаки села входили до Першої полкової сотні (за переписами 1710, 1732), пізніше  Другої Полтавської полкової сотні (Румянцевський опис, 1766).
Посполиті (селяни) два дні на тиждень працювали в маєтностях монастиря (одна людина від кожного селянського двору) –  так звана «дводенна барщина».
У самому кінці XVIII ст. (1786 р.?), відбулася секуляризація монастирських маєтностей, і селяни переведені в розряд економічних (державних) селян. Станом на 1796 рік у селі було 158 мешканців.
1910 (Третій подвірно-господарський перепис):  81 господарство, у т.ч. за належністю до станів: 27 – козаків, 51 – селян, 1 – євреїв, 2 – інших непривілейованих станів. Виключно хліборобством займаються 28 родин, поденщики – 11 родин; площа земельних наділів, переважно, 1…3 десятини на родину, і тільки одна родина мала земельну ділянку площею  понад 15 десятин. Всього зручної для обробки землі 497 десятин, у т.ч. 218 десятин під ріллею. 12 господарств не мало ніякої худоби; всього в селі було 43 робочих коней, 42 вівці, 71 свиня. Промислових підприємств не було.
Всього жителів – 457. Чоловіків 222 (у т.ч. грамотних 94 = 42,3%), жінок 234 (у т.ч. грамотних 19 =  8,1%). У т.ч. жителі, зайняті у власному сільському господарстві – 156, поденщиків – 33 чоловіки і 6 жінок). Не землеробські заняття мешканців: теслярів – 2, кравців – 3 (у т.ч. 2 жінки), чоботарів – 2, слюсар - 1, візників – 4, «інтелігентних професій» - 5, інших занять – 32.
1912: 327 чол. + 378 жінок (705 осіб). Очевидно, це разом із сусідніми хуторами.
1923: село Тарновщинської сільради Руновщинського району. 538 осіб.
1926: Село Дублянщинської  сільської ради. 28 господарств (у т.ч. 16 – неселянського типу). Населення  423 особи (228 жінок + 195 чоловіків), всі українці.
Указом Президії Верховної Ради Української РСР від 26 січня 1988 року село Вакуленці включено в межі міста Полтави.
У Вакуленцях проживає понад 1000 мешканців — 365 домоволодінь. Забудова — переважно приватні одно-двоповерхові будинки.
Територіально Вакуленці складаються з двох частин — східні, або старі Вакуленці беруть початок від однойменного села. Західні Вакуленці — відносно молода частина селища, на півночі це колишнє військове містечко полігону Полтавського вищого військового командного училища зв'язку (нині — Військовий інститут телекомунікації та інформатизації — факультет засобів військового зв'язку Національного технічного університету «Київський політехнічний інститут імені Ігоря Сікорського»).
На заході селище омивається Ворсклою. На сході обмежений межею міста Полтава.
Центральний державний історичний архів України, м. Київ має сповідний розпис за 1775 рік Крутого Берега де є й запис про селище.